# World Cup 2017
Der Little Swan World Cup 2017 war ein Snooker-Teamwettbewerb im Rahmen der Main Tour der Saison 2017/18. Das Einladungsturnier wurde vom 3. bis 9. Juli ausgetragen und fand nach 2015 nach einem Jahr ohne Turnier zum zweiten Mal in Wuxi in China statt.
Titelverteidiger war China, das beim letzten Turnier mit der zweiten Mannschaft mit Zhou Yuelong und Yan Bingtao gewannen. Sie traten erneut in dieser Besetzung an und erreichten das Halbfinale. Sieger wurde erneut China, diesmal aber mit der ersten Mannschaft mit Ding Junhui und Liang Wenbo, die die topgesetzten Engländer Judd Trump und Barry Hawkins im Finale mit 4:3 besiegten.

## Preisgeld
|                 | Preisgeld |
| --------------- | --------- |
| Sieger          | 154.000 £ |
| Finalist        | 77.000 £  |
| Halbfinalist    | 46.200 £  |
| Viertelfinalist | 30.800 £  |

## Mannschaften und Setzliste
Ablauf und Regeln entsprachen denen von vor zwei Jahren, erneut waren 24 Teams am Start. Zypern, die Schweiz, Israel und Finnland waren in diesem Jahr als Teams neu dabei, Ägypten war zum zweiten Mal nach dem World Cup 2011 dabei, dafür waren die 2015 beteiligten Länder Österreich, Polen, Singapur, Katar und die Vereinigten Arabischen Emirate diesmal nicht vertreten.
| Rank | Nation      | Spieler 1             | Spieler 2                          | Anmerkung |
| ---- | ----------- | --------------------- | ---------------------------------- | --- |
| 1    | China B     | Zhou Yuelong          | Yan Bingtao                        | Titelverteidiger (Sieger World Cup 2015) |
| 2    | Schottland  | John Higgins          | Anthony McGill                     | Setzreihenfolge durch die Snookerweltrangliste 2017/18 vor Beginn der Snooker-Saison 2017/18.                                                                         |
| 3    | England     | Judd Trump            | Barry Hawkins                      | Setzreihenfolge durch die Snookerweltrangliste 2017/18 vor Beginn der Snooker-Saison 2017/18.                                                                         |
| 4    | China A     | Ding Junhui           | Liang Wenbo                        | Setzreihenfolge durch die Snookerweltrangliste 2017/18 vor Beginn der Snooker-Saison 2017/18.                                                                         |
| 5    | Hongkong    | Marco Fu              | Au Chi Wai (Nominierung der WPBSA) | Setzreihenfolge durch die Snookerweltrangliste 2017/18 vor Beginn der Snooker-Saison 2017/18.                                                                         |
| 6    | Australien  | Neil Robertson        | Kurt Dunham                        | Setzreihenfolge durch die Snookerweltrangliste 2017/18 vor Beginn der Snooker-Saison 2017/18.                                                                         |
| 7    | Nordirland  | Mark Allen            | Joe Swail                          | Setzreihenfolge durch die Snookerweltrangliste 2017/18 vor Beginn der Snooker-Saison 2017/18.                                                                         |
| 8    | Wales       | Mark Williams         | Ryan Day                           | Setzreihenfolge durch die Snookerweltrangliste 2017/18 vor Beginn der Snooker-Saison 2017/18.                                                                         |
|      | Irland      | Fergal O’Brien        | Ken Doherty                        | Einladung über die Snookerweltrangliste 2017/18 |
|      | Norwegen    | Kurt Maflin           | Christopher Watts                  | Maflin erhielt die Einladung über die Snookerweltrangliste 2017/18. Watts erhielt die Einladung als Norwegischer Snookermeister 2017.                                 |
|      | Thailand    | Thepchaiya Un-Nooh    | Noppon Saengkham                   | Einladung über die Snookerweltrangliste 2017/18 |
|      | Belgien     | Luca Brecel           | Jeff Jacobs                        | Brecel erhielt die Einladung über die Snookerweltrangliste 2017/18. Jacobs erhielt die Einladung als Belgischer Snookermeister 2017                                   |
|      | Indien      | Aditya Mehta          | Brijesh Damani                     | Mehta erhielt die Einladung über die Snookerweltrangliste 2017/18. Damani erhielt die Einladung als Sechzehntelfinalist über die Indische Snookermeisterschaft 2017.  |
|      | Brasilien   | Igor Figueiredo       | Itaro Santos                       | Einladung über die Snookerweltrangliste 2016/17 nach Saisonende. |
|      | Malta       | Alex Borg             | Duncan Bezzina                     | Borg erhielt die Einladung über die Snookerweltrangliste 2017/18. Bezzina erhielt die Einladung als Maltesischer Snookermeister 2017.                                 |
|      | Iran        | Hossein Vafaei        | Soheil Vahedi                      | Einladung über die Snookerweltrangliste 2017/18. |
|      | Malaysia    | Thor Chuan Leong      | Moh Keen Hoo                       | Leong erhielt die Einladung über die Snookerweltrangliste 2017/18. Keen Hoo erhielt die Einladung als Viertelfinalist der ACBS-Snookerasienmeisterschaft 2017.        |
|      | Deutschland | Lukas Kleckers        | Simon Lichtenberg                  | Kleckers erhielt die Einladung über die Snookerweltrangliste 2017/18. Lichtenberg erhielt die Einladung über die Q-School Order of Merit 2016/17.                     |
|      | Pakistan    | Hamza Akbar           | Shahram Changezi                   | Akbar erhielt die Einladung über die Snookerweltrangliste 2017/18. Changezi erhielt die Einladung als Sechstplatzierter der Pakistanischen Snookermeisterschaft 2016. |
|      | Zypern      | Michael Georgiou      | Antonis Poullos                    | Georgiou erhielt die Einladung über die Snookerweltrangliste 2017/18 Poullos erhielt die Einladung als Gruppenvierter der EBSA-Snookereuropameisterschaft 2017.       |
|      | Schweiz     | Alexander Ursenbacher | Darren Paris                       | Ursenbacher erhielt die Einladung über die Snookerweltrangliste 2017/18. Paris erhielt die Einladung durch die Teilnahme an der 6-Red World Championship 2015.        |
|      | Ägypten     | Hatem Yassen          | Basem Eltahhan                     | Yassen erhielt die Einladung über die Snookerweltrangliste 2017/18 nach Saisonende. Eltahhan erhielt die Einladung über die Snookerweltrangliste 2017/18              |
|      | Israel      | Eden Sharav           | Shachar Ruberg                     | Sharav erhielt die Einladung über die Snookerweltrangliste 2017/18. Ruberg erhielt die Einladung über die Q-School Order of Merit 2016/17                             |
|      | Finnland    | Robin Hull            | Heikki Niva                        | Hull erhielt die Einladung über die Snookerweltrangliste 2017/18. Niva erhielt die Einladung über die Q-School Order of Merit 2016/17.                                |

## Gruppenphase
Die Spiele der Gruppenphase wurden vom 3. bis zum 7. Juli 2017 ausgetragen. Die Zahl der gewonnenen Frames in allen Begegnungen entschied über die Platzierung. Bei Punktgleichheit gab der direkte Vergleich den Ausschlag.

### Gruppe A
| Spieltag   | Spieler 1 | Erg. | Spieler 2 |  | Spieler 1 | Erg. | Spieler 2 |  | Spieler 1 | Erg. | Spieler 2 |
| ---------- | --------- | ---- | --------- |  | --------- | ---- | --------- |  | --------- | ---- | --------- |
| Montag     | China B   | 4:1  | Finnland  |  | Wales     | 5:0  | Norwegen  |  | Malaysia  | 0:5  | Brasilien |
| Dienstag   | China B   | 3:2  | Norwegen  |  | Wales     | 3:2  | Malaysia  |  | Finnland  | 2:3  | Brasilien |
| Mittwoch   | China B   | 4:1  | Brasilien |  | Wales     | 5:0  | Finnland  |  | Norwegen  | 2:3  | Malaysia  |
| Donnerstag | China B   | 1:4  | Wales     |  | Norwegen  | 2:3  | Brasilien |  | Finnland  | 2:3  | Malaysia  |
| Freitag    | China B   | 3:2  | Malaysia  |  | Wales     | 2:3  | Brasilien |  | Norwegen  | 2:3  | Finnland  |

| Platz | Setzliste | Mannschaft | Spiele | Frames | gew. Frames | verl. Frames | Differenz | Punkte |
| ----- | --------- | ---------- | ------ | ------ | ----------- | ------------ | --------- | ------ |
| 1     | 8         | Wales      | 5      | 25     | 19          | 6            | 13        | 19     |
| 2     | 1         | China B    | 5      | 25     | 15          | 10           | 5         | 15     |
| 3     |           | Brasilien  | 5      | 25     | 15          | 10           | 5         | 15     |
| 4     |           | Malaysia   | 5      | 25     | 10          | 15           | −5        | 10     |
| 5     |           | Finnland   | 5      | 25     | 8           | 17           | −9        | 8      |
| 6     |           | Norwegen   | 5      | 25     | 8           | 17           | −9        | 8      |

### Gruppe B
| Spieltag   | Spieler 1 | Erg. | Spieler 2   |  | Spieler 1   | Erg. | Spieler 2   |  | Spieler 1   | Erg. | Spieler 2 |
| ---------- | --------- | ---- | ----------- |  | ----------- | ---- | ----------- |  | ----------- | ---- | --------- |
| Montag     | China A   | 5:0  | Irland      |  | Hongkong    | 4:1  | Deutschland |  | Belgien     | 4:1  | Ägypten   |
| Dienstag   | China A   | 3:2  | Deutschland |  | Hongkong    | 1:4  | Belgien     |  | Irland      | 3:2  | Ägypten   |
| Mittwoch   | China A   | 4:1  | Ägypten     |  | Hongkong    | 4:1  | Irland      |  | Deutschland | 1:4  | Belgien   |
| Donnerstag | China A   | 2:3  | Belgien     |  | Deutschland | 2:3  | Irland      |  | Hongkong    | 4:1  | Ägypten   |
| Freitag    | China A   | 3:2  | Hongkong    |  | Deutschland | 4:1  | Ägypten     |  | Irland      | 3:2  | Belgien   |

| Platz | Setzliste | Mannschaft  | Spiele | Frames | gew. Frames | verl. Frames | Differenz | Punkte |
| ----- | --------- | ----------- | ------ | ------ | ----------- | ------------ | --------- | ------ |
| 1     |           | Belgien     | 5      | 25     | 17          | 8            | 9         | 17     |
| 2     | 4         | China A     | 5      | 25     | 17          | 8            | 9         | 17     |
| 3     | 5         | Hongkong    | 5      | 25     | 15          | 10           | 5         | 15     |
| 4     |           | Irland      | 5      | 25     | 10          | 15           | −5        | 10     |
| 5     |           | Deutschland | 5      | 25     | 10          | 15           | −5        | 10     |
| 6     |           | Ägypten     | 5      | 25     | 6           | 19           | −13       | 6      |

### Gruppe C
| Spieltag   | Spieler 1 | Erg. | Spieler 2  |  | Spieler 1  | Erg. | Spieler 2 |  | Spieler 1 | Erg. | Spieler 2 |
| ---------- | --------- | ---- | ---------- |  | ---------- | ---- | --------- |  | --------- | ---- | --------- |
| Montag     | England   | 5:0  | Schweiz    |  | Australien | 2:3  | Malta     |  | Pakistan  | 2:3  | Iran      |
| Dienstag   | England   | 4:1  | Malta      |  | Australien | 4:1  | Pakistan  |  | Schweiz   | 2:3  | Iran      |
| Mittwoch   | England   | 4:1  | Iran       |  | Australien | 4:1  | Schweiz   |  | Malta     | 3:2  | Pakistan  |
| Donnerstag | England   | 5:0  | Pakistan   |  | Australien | 1:4  | Iran      |  | Malta     | 1:4  | Schweiz   |
| Freitag    | England   | 4:1  | Australien |  | Malta      | 0:5  | Iran      |  | Schweiz   | 2:3  | Pakistan  |

| Platz | Setzliste | Mannschaft | Spiele | Frames | gew. Frames | verl. Frames | Differenz | Punkte |
| ----- | --------- | ---------- | ------ | ------ | ----------- | ------------ | --------- | ------ |
| 1     | 3         | England    | 5      | 25     | 22          | 3            | 19        | 22     |
| 2     |           | Iran       | 5      | 25     | 16          | 9            | 7         | 16     |
| 3     | 6         | Australien | 5      | 25     | 12          | 13           | −1        | 12     |
| 4     |           | Schweiz    | 5      | 25     | 9           | 16           | −7        | 9      |
| 5     |           | Malta      | 5      | 25     | 8           | 17           | −9        | 8      |
| 6     |           | Pakistan   | 5      | 25     | 8           | 17           | −9        | 8      |

### Gruppe D
| Spieltag   | Spieler 1  | Erg. | Spieler 2  |  | Spieler 1  | Erg. | Spieler 2 |  | Spieler 1  | Erg. | Spieler 2 |
| ---------- | ---------- | ---- | ---------- |  | ---------- | ---- | --------- |  | ---------- | ---- | --------- |
| Montag     | Schottland | 2:3  | Thailand   |  | Nordirland | 4:1  | Zypern    |  | Indien     | 2:3  | Israel    |
| Dienstag   | Schottland | 3:2  | Zypern     |  | Nordirland | 3:2  | Indien    |  | Thailand   | 3:2  | Israel    |
| Mittwoch   | Schottland | 4:1  | Israel     |  | Zypern     | 1:4  | Indien    |  | Nordirland | 3:2  | Thailand  |
| Donnerstag | Schottland | 2:3  | Nordirland |  | Thailand   | 5:0  | Indien    |  | Zypern     | 0:5  | Israel    |
| Freitag    | Schottland | 3:2  | Indien     |  | Nordirland | 3:2  | Israel    |  | Zypern     | 0:5  | Thailand  |

| Platz | Setzliste | Mannschaft | Spiele | Frames | gew. Frames | verl. Frames | Differenz | Punkte |
| ----- | --------- | ---------- | ------ | ------ | ----------- | ------------ | --------- | ------ |
| 1     |           | Thailand   | 5      | 25     | 18          | 7            | 11        | 18     |
| 2     | 7         | Nordirland | 5      | 25     | 16          | 9            | 7         | 16     |
| 3     | 2         | Schottland | 5      | 25     | 14          | 11           | 3         | 14     |
| 4     |           | Israel     | 5      | 25     | 13          | 12           | 1         | 13     |
| 5     |           | Indien     | 5      | 25     | 10          | 15           | −5        | 10     |
| 6     |           | Zypern     | 5      | 25     | 4           | 21           | −17       | 4      |

## Endrunde
Die Endrundenpartien wurden am 8. Juli (Viertelfinale) und 9. Juli (Halbfinale und Finale) ausgetragen.
| Viertelfinale Best of 7 Frames | Viertelfinale Best of 7 Frames | Viertelfinale Best of 7 Frames |    |          | Halbfinale Best of 7 Frames | Halbfinale Best of 7 Frames | Halbfinale Best of 7 Frames |  |  | Finale Best of 7 Frames | Finale Best of 7 Frames | Finale Best of 7 Frames |
|                                |                                |                                |    |          |                             |                             |                             |  |  |                         |                         |                         |
| A1                             | Wales                          | 1                              |    |          |                             |                             |                             |  |  |                         |                         |                         |
| B2                             | China A                        | 4                              |    |          |                             |                             |                             |  |  |                         |                         |                         |
| B2                             | China A                        | 4                              | B2 | China A  | 4                           |                             |                             |  |  |                         |                         |                         |
|                                |                                |                                | B2 | China A  | 4                           |                             |                             |  |  |                         |                         |                         |
|                                | D1                             | Thailand                       | 2  |          |                             |                             |                             |  |  |                         |                         |                         |
| D1                             | D1                             | Thailand                       | 2  | Thailand | 4                           |                             |                             |  |  |                         |                         |                         |
| D1                             |                                |                                |    | Thailand | 4                           |                             |                             |  |  |                         |                         |                         |
| C2                             | Iran                           | 1                              |    |          |                             |                             |                             |  |  |                         |                         |                         |
| C2                             | Iran                           | 1                              | B2 | China A  | 4                           |                             |                             |  |  |                         |                         |                         |
|                                |                                |                                |    | China A  | 4                           |                             |                             |  |  |                         |                         |                         |
|                                | C1                             | England                        | 3  |          |                             |                             |                             |  |  |                         |                         |                         |
| B1                             | C1                             | England                        | 3  | Belgien  | 3                           |                             |                             |  |  |                         |                         |                         |
| B1                             |                                |                                |    | Belgien  | 3                           |                             |                             |  |  |                         |                         |                         |
| A2                             | China B                        | 4                              |    |          |                             |                             |                             |  |  |                         |                         |                         |
| A2                             | China B                        | 4                              | A2 | China B  | 3                           |                             |                             |  |  |                         |                         |                         |
|                                |                                |                                | A2 | China B  | 3                           |                             |                             |  |  |                         |                         |                         |
|                                | C1                             | England                        | 4  |          |                             |                             |                             |  |  |                         |                         |                         |
| C1                             | C1                             | England                        | 4  | England  | 4                           |                             |                             |  |  |                         |                         |                         |
| C1                             |                                |                                |    | England  | 4                           |                             |                             |  |  |                         |                         |                         |
| D2                             | Nordirland                     | 3                              |    |          |                             |                             |                             |  |  |                         |                         |                         |

### Finale
| Finale: Best of 7 Frames Schiedsrichter/in: Maike Kesseler Wuxi Sportspark Stadium, Wuxi, China, 9. Juli 2017 |                |         |
| China A | 4:3            | England |
| (Frame 1 : Liang Wenbo 47:70 Judd Trump) (Frame 2 : Ding Junhui (68) 76:21 B.Hawkins) (Frame 3 : Liang Wenbo & Ding Junhui 22:67 (57) Barry Hawkins & Judd Trump) (Frame 4 : Liang Wenbo 0:72 Barry Hawkins) (Frame 5 : Ding Juhuni (69) 70:18 Judd Trump) (Frame 6 : Liang Wenbo & Ding Junhui 60:37 Barry Hawkins & Judd Trump) (Frame 7 : Ding Junhui (59) 88:4 Judd Trump) |                |         |
| 69 | Höchstes Break | 57      |
| – | Century-Breaks | –       |
| 3 | 50+-Breaks     | 1       |

## Century-Breaks
| Wales      | 140, 109      |
| Thailand   | 133, 116, 101 |
| Nordirland | 133, 104      |
| Schottland | 130           |
| Belgien    | 121           |
| China B    | 112           |
| England    | 112           |
| Australien | 105           |
| Malta      | 105           |
| Hongkong   | 103           |